# ماجنا الدولية
شركة ماجنا الدولية هي شركة كندية لتكنولوجيا التنقل وصناعة السيارات. تعد واحدة من أكبر الشركات في كندا. وهي أكبر مصنع لقطع غيار السيارات في أمريكا الشمالية، تبيع قطع غيار المعدات الأصلية. وهي تنتج أنظمة وتجميعات ووحدات ومكونات السيارات، وتزود شركات جنرال موتورز، وفورد موتور كومباني، وكرايسلر، بالإضافة إلى بي إم دبليو ومرسيدس وفولكس فاجن وتيسلا موتورز وغيرها.
يقع المقر الرئيسي للشركة في أورورا بأونتاريو، ورئيسها التنفيذي هو دونالد ووكر. يعمل لديها 169000 موظف في 338 عملية تصنيع و89 مركزًا لتطوير المنتجات والهندسة والمبيعات في 28 دولة. تخضع ماجنا لدستور مؤسسي يدعو إلى توزيع الأرباح على الموظفين والمساهمين والذي وضعه مؤسس الشركة فرانك ستروناخ.

## روابط خارجية
- الموقع الرسمي